# NGC 6752
NGC 6752 és un cúmul globular en la constel·lació del Gall Dindi.